# Xã Poyner, Quận Black Hawk, Iowa
Xã Poyner (tiếng Anh: Poyner Township) là một xã thuộc quận Black Hawk, tiểu bang Iowa, Hoa Kỳ. Năm 2010, dân số của xã này là 2.720 người.